# Cytokinreceptor

Cytokinreceptorer er receptorer, der binder cytokiner. Igennem receptorerne påvirker cytokinerne modtagercelle, og påvirkningen føres videre ved den såkaldte signaltransduktion. Tilsammen udgør cytokiner og deres receptorer et af kroppens mest komplicerede signalsystemer, der yderligere kompliceres ved redundans og pleiotropi.
I de seneste år har cytokinreceptorerne fået mere opmærksomhed end cytokinerne, dels på grund af deres bemærkelsesværdige egenskaber og dels fordi en fysiologisk mangel på cytokinreceptorer er sat i forbindelse med invaliderende immundefekter. 

## Inddeling
Baseret på deres proteinstruktur er cytokinreceptorer inddelt i grupper:
- Type I cytokin-receptorfamilien eller Hæmatopoetin-receptorfamilien er receptorer for IL-2, IL-3, IL-4, IL-5, IL-7, IL-9, IL-11, IL-12, IL-13, IL-15, Erythropoetin (EPO), Thrombopoetin (TPO), den leukemihæmmende faktor (LIF) og de kolonistimmulerende faktorer G-CSF, GM-CSF. (JAK, Janus kinase, tyrosin kinase receptorer)
- Type II cytokin-receptorfamilien eller interferon-receptorfamilien er reptorer for IFNa/b, IFNg, IL-10. (JAK, Janus kinase, tyrosin kinase receptorer)
- Immunglobulin (Ig)-superfamilien er receptorer for IL-1alfa, IL-beta. (Immunglobulin-homologi)
- Tumor necrosis factor-receptorfamilien er receptorer for TNFα, TNFβ, FasL, CD27, CD30, CD40. (Aktiverende receptorer og “dødsreceptorer”, i alt 29 trimere receptorer)
- Kemokin-receptorfamilien. (G-protein-koblede receptorer)
- TGF-receptorer. (Serin-/Threoninkinase-receptorer)